# Мерсье, Эмиль
Эми́ль Мерсье́ (фр. Émile Mercier; XIX век — XX век) — французский стрелок из лука, бронзовый призёр летних Олимпийских игр 1900.
На Играх 1900 в Париже соревновался только в классе «Шапеле» на 50 м и занял в этом состязании третье место, выиграв бронзовую медаль.